# Alfred Willering
Alfred Willering (Hardenberg, Overijssel, 16 februari 1973) is een hedendaags Nederlands componist, dirigent, eufoniumspeler en tubaïst.

## Levensloop
Willering kwam al op vroege leeftijd in aanraking met muziek. Zijn vader was organist en bassist en van hem kreeg hij zijn eerste orgellessen. Op vroege leeftijd begon Willering een opleiding aan de muziekschool in Hardenberg, eerst op het orgel, later op flugelhorn. Na een aantal jaren flugelhorn stapte hij over op eufonium en later de tuba. Op 18-jarige leeftijd werd Willering dirigent van het jeugdorkest van "de Eendracht" uit Hardenberg. Deze ervaring was dusdanig stimulerend dat Willering besloot een muzikale loopbaan te volgen.
De jaren orgelles die hij heeft gevolgd zijn nog steeds van groot nut voor het componeren en arrangeren van muziekstukken. Daarnaast begeleidde Willering erediensten in de gereformeerde kerk van Hardenberg.
Willering volgde vervolgens een muziekstudie aan het ArtEZ Conservatorium in Zwolle, waar hij bastuba en dirigent|HaFa-directie studeerde. In juni 2001 is hij afgestudeerd met het einddiploma HaFa-directie. Gedurende de opleiding was Alfred al muzikaal actief op diverse gebieden. Samen met enkele medestudenten speelde hij in het ensemble Riverbrass en hij werd aangenomen als bassist bij het Trompetterkorps Bereden Wapens in Amersfoort en bij Regimentsfanfare "Garde Grenadiers en Jagers" van de krijgsmacht.
Daarnaast is hij als dirigent werkzaam bij Fanfare Korps Voorst uit Voorst, Christelijke muziekvereniging De Bergklanken uit Berghuizen en Harmonie Crescendo Gramsbergen uit Gramsbergen. Willering ook actief bij het Drents Jeugd Orkest.
Sinds 2018 is Willering chef-dirigent van de Fanfare van het Korps Nationale Reserve.
Zijn vrije tijd gebruikt Willering hoofdzakelijk voor het componeren van nieuwe stukken en het arrangeren van werken voor verschillende HaFaBra-bezettingen.
Als componist schreef hij een aantal werken voor harmonie- en fanfareorkesten en brassbands. Onderstaand een aantal titels van zijn hand:

## Composities

### Werken voor harmonie- en fanfareorkesten en brassbands
- 2003 Opening
- 2003 Choral Music
- 2004 Deep Harmony
- 2004 Gezang 460 voor fanfareorkest
- 2004 Psalm 33 voor fanfareorkest
- 2005 Psalm 84 voor fanfareorkest
- 2005 The Ring of Fire
- 2005 December Revolutions
- 2007 Septimos
- 2008 Dutch Rescue
- 2009 Symbiose in Harmonie
- 2009 Waves (voor trombonekwartet)
- 2009 Caligula (solowerk voor euphonium en orkest)
- 2011 Xerxes (solowerk voor euphonium en orkest)
- 2012 Myrys (fanfareorkest)
- 2016 Tussen Veluwe en IJssel (fanfareorkest)
- 2017 Het verloren transport (harmonieorkest)

- International Standard Name Identifier: 0000 0004 5690 6178
- Système universitaire de documentation: 188998470
- Virtual International Authority File: 435144782737662663935